# Taca mongòlica
La taca mongòlica, coneguda també com la "taca blava de Mongòlia", o en dermatologia com "melanocitosi dèrmica congènita a la regió lumbar”, és una taca congènita amb vores ondulades i de forma irregular, benigna i plana. El nom li ve donat per l'antropòleg alemany Erwin Bälz. A part de ser molt comuna entre els habitants de Mongòlia, és també molt difosa entre asiàtics orientals, polinesis, natius americans, africans orientals i turcs. La taca apareix en néixer o durant els primers mesos de vida, per desaparèixer normalment entre tres i cinc anys després, o gairebé sempre amb la pubertat. El color més comú és el blau fosc, tot i que les taques poden ser també de tonalitats grises, negres o marrons.